# Ruffiac (Morbihan)
Ruffiac település Franciaországban, Morbihan megyében. Lakosainak száma 1396 fő (2022. január 1.). Ruffiac Caro, Réminiac, Tréal, Saint-Nicolas-du-Tertre, Saint-Martin-sur-Oust, Saint-Laurent-sur-Oust és Missiriac községekkel határos.

## Népesség
A település népessége az elmúlt években az alábbi módon változott:
| Lakosok száma | 1479 | 1428 | 1374 | 1381 | 1406 | 1435 | 1410 | 1385 | 1378 | 1396 |
|               | 1968 | 1982 | 1990 | 2006 | 2013 | 2015 | 2017 | 2019 | 2020 | 2022 |